# (32704) 2140 T-2
2140 T-2 (asteroide 32704) é um asteroide da cintura principal. Possui uma excentricidade de 0.17782270 e uma inclinação de 13.23636º.
Este asteroide foi descoberto no dia 29 de setembro de 1973 por Cornelis Johannes van Houten e Ingrid van Houten-Groeneveld e Tom Gehrels em Palomar.